# Pałac w Świątnikach
Pałac w Świątnikach – pałac wybudowany w   XVIII w., w miejscowości Świątniki w miejscu renesansowego dworu z końca XVII w.

## Historia
Dwupiętrowy zabytek zwieńczony dachem mansardowym. Pośrodku obiektu znajduje się wejście w portalu wykonanym z piaskowca, który podtrzymuje balkon. Na ścianie baszty, od zaplecza, znajduje się kartusz z herby właścicieli: Zdenka Howory von Leippe (zm. 1680) i jego żony Joanny Elżbiety Piastówny. Obiekt jest siedzibą szkoły podstawowej.

## Park
Obiekt jest częścią zespołu pałacowego, w skład którego wchodzi jeszcze dwuhektarowy park z okazami następujących gatunków drzew: buk pospolity, dąb błotny, dąb szypułkowy, grab pospolity, kasztanowiec biały, klon pospolity, lipa drobnolistna, orzech włoski, robinia akacjowa, skrzydłorzech kaukaski, sosna wejmutka, topola czarna oraz wierzba biała. 

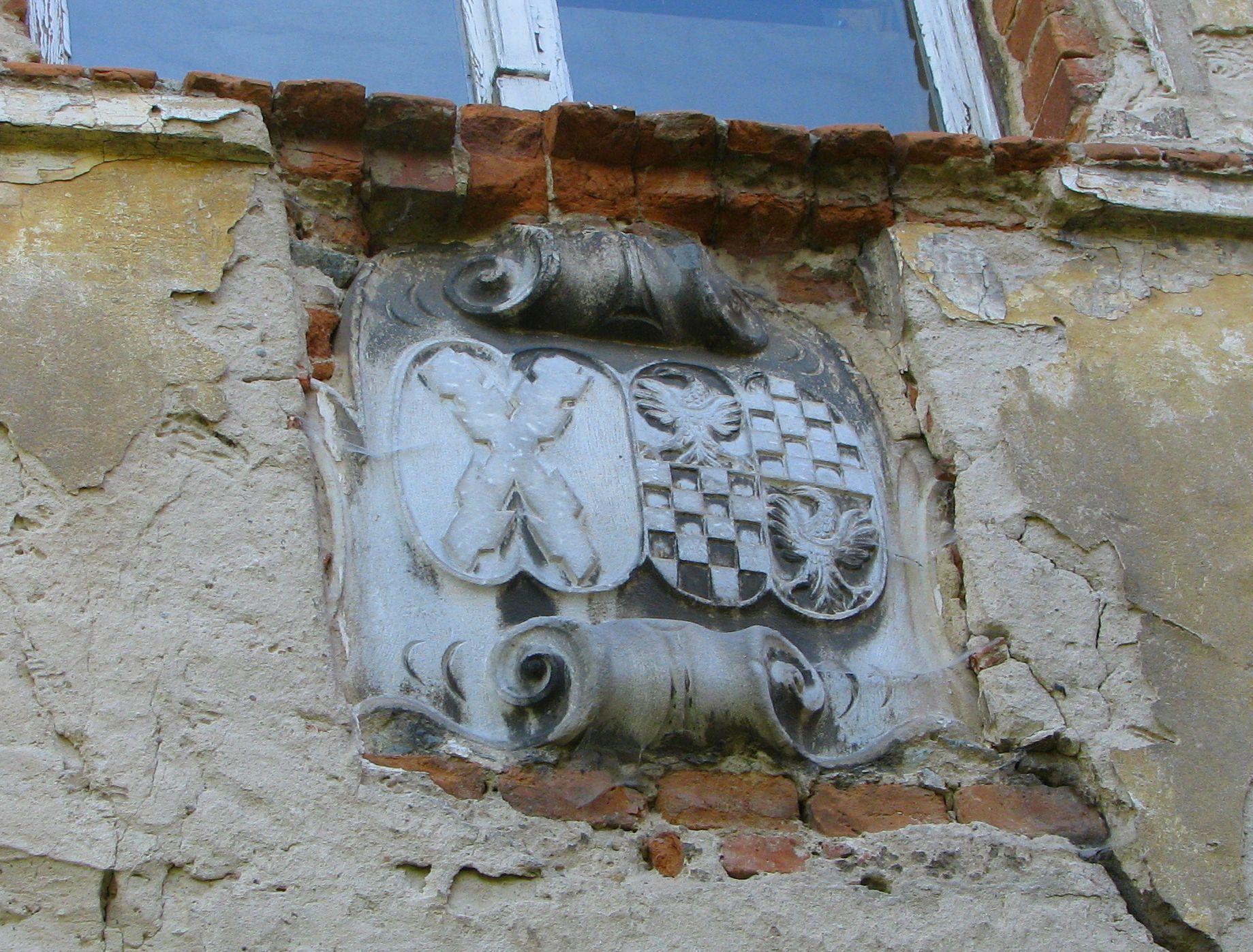
Herb na pałacu: Leippe (L), Piastów (P)
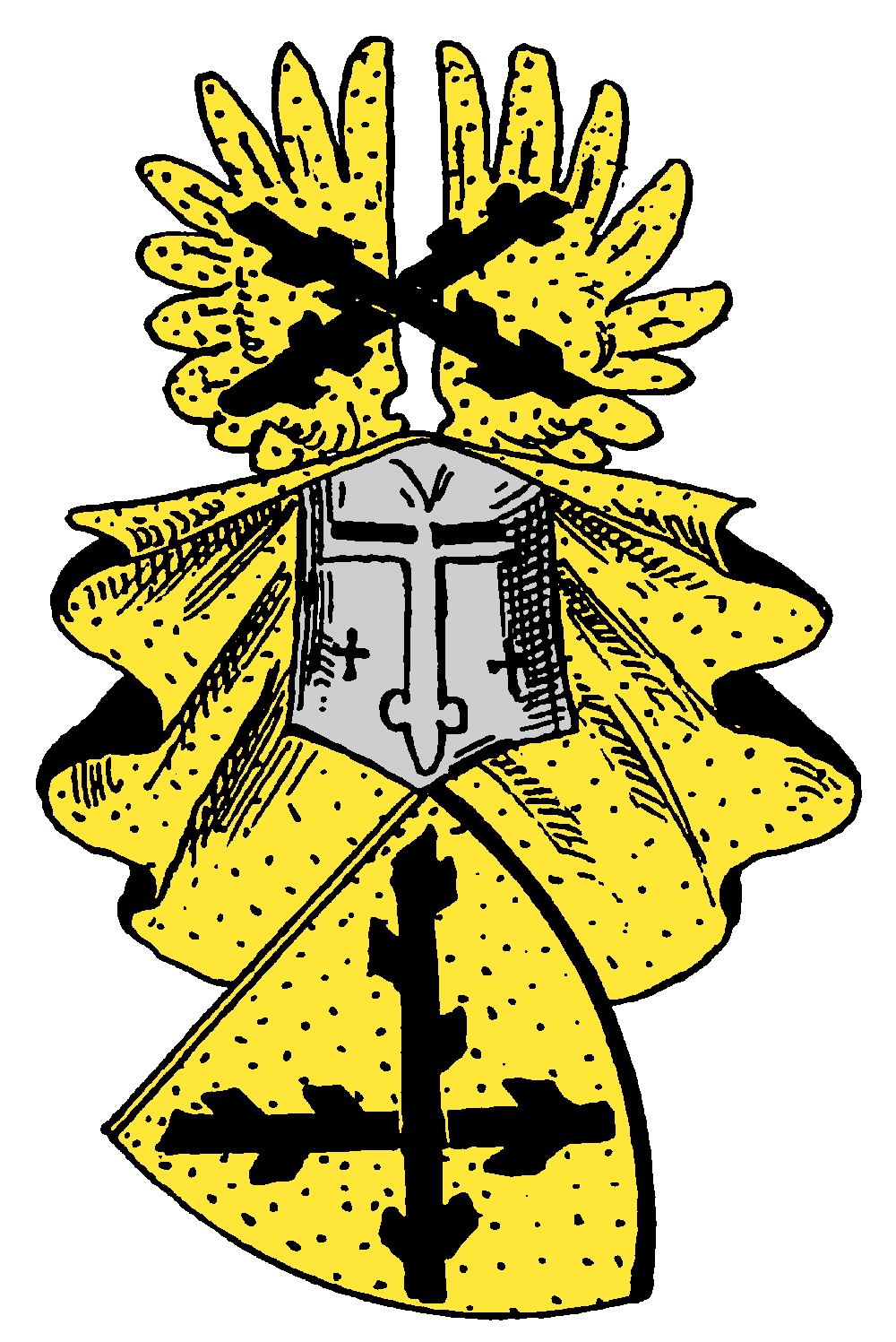
Herb von Leippe (L)
Herb ks. Joanny (P)